# Wohlenschwil
Wohlenschwil is een gemeente en plaats in het Zwitserse kanton Aargau en maakt deel uit van het district Baden.
Wohlenschwil telt 1.468 inwoners.